# Lucy Paradise
Lucía Quintero Vázquez, conocida como Lucy Paradise (Sevilla, 29 de enero de 1995), es una cantante española de pop.

## Carrera
Empezó tocando la guitarra eléctrica y descubrió el mundo asiático cuando era muy pequeña. Comenzó interesándose por el manga y formó un grupo de ParaPara (baile japonés). Su afán por el K-Pop llegó a tanto que aprendió coreano por su cuenta a través de Internet.
El productor sevillano JM Mantecón descubrió a Lucy sobre el escenario cuando cantaba en un bar. Él es el artífice de la música de Bad Girl, un tema que compuso para ella. Pronto Warner Music se interesaría por el proyecto y firmó un contrato discográfico con Lucy, componiendo y grabando junto a su productor el disco que sería su primer trabajo discográfico, publicado en 2015: Everything Is Okay. 
Es conocida en redes por versionar canciones conocidas al coreano y cuenta con más de 220.000 seguidores en TikTok. También está muy ligada a la radio. Trabajó en Mediaset como copresentadora del programa Coca-Cola Fan Experiencey actualmente es colaboradora de los programas de Canal Sur Radio «El Programa del Yuyu» y «El Show del Comandante Lara».

## Discografía
- Everything is OK (2015)

## Sencillos
- Bad Girl (2014)
- EIO (2015)
- Que Te Vaya Mal (2020)
- Tu Nueva Best Friend (2021)
- 미친 것 같아 (2022)

- Datos: Q20898822